# 元音圓唇度
元音圓唇度（英語：Roundedness）指的是在發出一個元音時，嘴唇圓化的程度，可以視為是元音的圓唇化（英語：labialization）。

## 圓唇音的類型
圓唇可以分為兩種：撮唇（protrusion）或斂唇（compression）。
當一個圓唇元音發音時，嘴唇會形成一個圓形的開口，使嘴巴內側的表面露出，而不圓唇元音發音時，嘴巴四周向後聚集，嘴唇亦向後壓縮，僅露出嘴唇的外部表面。
在大多數語言中，前元音通常不圓唇，而後元音往往是圓唇的。然而，一些語言，如法語和德語，區分同一高度的圓唇與不圓唇的前元音，越南語區分相同高度圓唇與不圓唇的後元音。 阿列卡諾語則只有不圓唇的元音。
在IPA中，並沒有任何直接的變音符號，但IPA的上標字母⟨◌ᵝ⟩可用來表示不圓唇， 而⟨◌ʷ⟩、⟨◌ᶣ⟩或⟨◌̫⟩表示圓唇。事實上，不圓唇音可能將嘴巴四周向後收縮，而定義上是圓唇音；或是嘴四周伸展而定義上是不圓唇。這樣的情況可以用⟨ɨᵝ ɯᵝ⟩和⟨ʉᵝ uᵝ⟩區別。
另外，變音符號U+0339  ̹ （COMBINING RIGHT HALF RING BELOW）和U+031C  ̜ （COMBINING LEFT HALF RING BELOW）則分別用來表示較大和較小程度的圓唇化。
在國際音標元音圖中，圓唇元音是每對元音中右側出現的元音。

## 圓唇元音列表
- 閉後壓縮元音（英语：Close_back_rounded_vowel#Close_back_compressed_vowel） [ɯᵝ] 或 [uᵝ] （用於日語和西班牙語等）
- 次閉次後扁平元音（英语：Near-close_near-back_rounded_vowel#Near-close_near-back_compressed_vowel） [ʊᵝ] （用於瑞典語等）
- 閉央扁平元音（英语：Close_central_rounded_vowel#Close_central_compressed_vowel） [ÿ] （用於挪威語）
- 中央圓唇元音 [ɵ̞] （用於瑞典語）
- 閉前圓唇元音 [y]
- 中前扁平元音（英语：Mid front compressed vowel） [ø]
- 閉前圓唇元音 [y̫] （用於瑞典語）
- 次閉次前圓唇元音 [ʏ̫] （用於瑞典語）
- 半閉前圓唇元音 [ø̫] （用於瑞典語）
- 半開前圓唇元音 [œ̫] （用於瑞典語）
- 閉央圓唇元音 [ʉ]
- 半閉央圓唇元音 [ɵ]
- 閉後圓唇元音 [u] （普遍）
- 中後突出元音（英语：Mid back protruded vowel） [o]（普遍）

### 引用
1. ↑  Protrusion is also called endolabial, lip-pouting, horizontal lip-rounding, outrounding, or inner rounding (Trask 1996，第180頁).
2. ↑  Compression is also called exolabial, pursed, vertical lip-rounding, inrounding, or outer rounding (Trask 1996，第252頁).
3. ↑  Henry Sweet noted in 1890 that "the term 'inner rounding' derives from the use of the inner surfaces of the lips; the synonymous 'outrounding' derives from the forward projection of the lips. Both terms are justifiable, but their coexistence is likely to lead to serious confusion." (Trask 1996，第180頁)
4. ↑  Sweet (1877) noted that they are less distinctive from unrounded vowels than their counterparts.
5. ↑  E.g. ⟨ɨᵝ⟩ in Flemming (2002:83頁).
6. ↑  Deibler 1992.